# Неа Никополи
Неа Никополи или Кючук Матли (на гръцки: Νέα Νικόπολη, катаревуса Νέα Νικόπολις, Неа Никополис, до 1950 година Σκαφίδι, Скафиди, катаревуса Σκαφίδιον, Скафидион, до 1927 година Κιουτσούκ Ματλή, Кючук Матли) е село в Гърция, в дем Кожани, област Западна Македония.

## География
Неа Никополи е разположено на 690 m надморска височина, на 5 km северозападно от Кожани.

## История

### В Османската империя
В края на XIX век Кючук Матли е турско село в Османската империя. Според статистиката на Васил Кънчов („Македония. Етнография и статистика“) през 1900 година в Кючук Ахметли, Кайлярска каза, има 320 турци.
На Етнографската карта на Битолския вилает на Картографския институт в София от 1901 година Кючук Ахметли е чисто турско село в Кайлярската каза на Серфидженския санджак с 90 къщи.
Според статистика на Серфидженския санджак на гръцкото консулство в Еласона от 1904 година в Кючук Матли (Κιουτσούκ Ματλή), Кожанска каза, живеят 350 турци.

### В Гърция
През Балканската война в 1912 година в селото влизат гръцки части и след Междусъюзническата в 1913 година остава в Гърция. В 1913 година селото (Κιουτσούκ Ματλή) има 527 жители. През 20-те години населението му се изселва в Турция и на негово място са настанени бежанци от Турция, главно от Спарта и Пруса. В 1928 година селото е изцяло бежанско със 116 семейства и 482 жители бежанци.
През 1927 името на селото е сменено на Скафиди, а през 1950 година отново на Неа Никополи, в превод Нов Никопол.
Населението традиционно произвежда тютюн, жито и други земеделски продукти.
| Име        | Име            | Ново име     | Ново име      | Описание                                                |
| ---------- | -------------- | ------------ | ------------- | ------------------------------------------------------- |
| Кавак      | Καβάκ          | Агиос Јоанис | Άγιος Ιωάννης | връх на С над Неа Никополи (848 m)                      |
| Керван Юлу | Κερβάν Γιουλοΰ | Палиодромос  | Παλιόδρομος   | река на Ю от Неа Никополи                               |
| Таш        | Τάς Λόφος      | Петра        | Πέτρα         | възвишение на СЗ над Неа Никополи                       |
| Ари Даг    | Άρί Ντάγ       | Мелисовуно   | Μελισσόβουνο  | връх на ЮЮИ от Неа Никополи (938,2 m)                   |
| Ментешли   | Μεντεσλή       | Мосхула      | Μοσχούλα      | връх (831 m) на И над Неа Никополи и Мосхула (Ментешли) |

| Година    | 1913 | 1920 | 1928 | 1940 | 1951 | 1961 | 1971 | 1981 | 1991 | 2001 | 2011 | 2021 |
| --------- | ---- | ---- | ---- | ---- | ---- | ---- | ---- | ---- | ---- | ---- | ---- | ---- |
| Население | 527  | 692  | 477  | 534  | 532  | 648  | 231  | 196  | 216  | 224  | 185  | 105  |